# Eefke Cornelissen
Eefke Cornelissen (Amsterdam, 5 november 1937 – ?, 5 december 2005) was een Nederlands fluitist, beeldhouwer en medailleur.

## Leven en werk
Cornelissen was een dochter van Otto Cornelissen en Jeanette Mulder. Haar beide ouders gaven les aan het Montessori Lyceum in Amsterdam, waarvan vader ook directeur werd. Het gezin woonde langere tijd in het schoolgebouw. Cornelissen behaalde in 1960 jaar haar diploma aan het Utrechts Conservatorium, met onderscheiding voor muzikale eigenschappen, waarna ze werkte als fluitist.
Begin jaren 80 ging Cornelissen beeldhouwen bij Aart Lamberts,  vanaf 1982 studeerde ze bij Eric Claus aan de Rijksakademie van beeldende kunsten in Amsterdam. Ze maakte beelden, portretten in brons en terracotta en penningen en vervaardigde onder meer de Perspektiefprijs (1986) voor aankomende kunstenaars en de in 1995 aan Conny Stuart uitgereikte oeuvreprijs van de Stichting Bevordering Cabaretkunst in Nederland. Cornelissen maakte een aantal gietpenningen, waaronder (portret)penningen ter herinnering aan Germaine Greer, Aristide Maillol en Joop den Uijl, en de prof. dr. G.J. Kloostermanpenning. Haar eerste slagpenning was de penning Een eeuw Concertgebouw en Concertgebouworkest, die zij in 1988 maakte in opdracht van de Vereniging voor Penningkunst ter gelegenheid van het 100-jarig bestaan van het Amsterdams Concertgebouw en het Concertgebouworkest. Aan de ene zijde toonde zij de slinger van een metronoom, een hulpmiddel voor musici, die tegelijkertijd de voortgang van de tijd symboliseert, en aan de andere zijde een dubbele punt met dubbele maatstreep, het teken voor herhaling (da capo al fine).
Cornelissen overleed op 68-jarige leeftijd.
- Biografisch Portaal: 49663473
- Digitale Bibliotheek voor de Nederlandse Letteren: corn143
- RKD-Nederlands Instituut voor Kunstgeschiedenis: 18393